# Muzeum Polaków Ratujących Żydów podczas II wojny światowej im. Rodziny Ulmów w Markowej

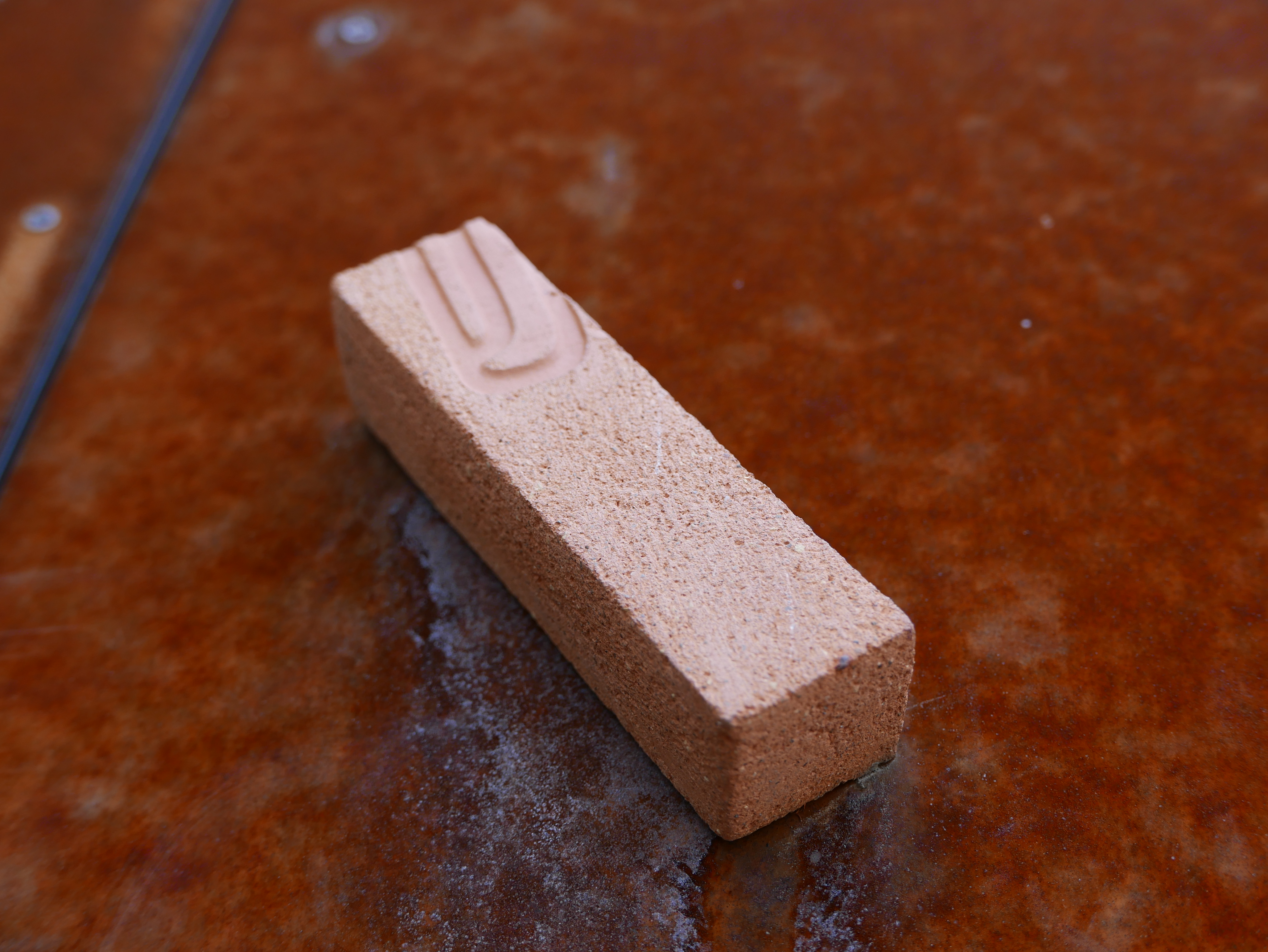
Mezuza przy wejściu do Muzeum

Muzeum Polaków Ratujących Żydów podczas II wojny światowej im. Rodziny Ulmów w Markowej – muzeum w Markowej. Otwarte 17 marca 2016 roku.
W dniu 30 czerwca 2017 r., na podstawie umowy z dnia 23 czerwca 2017 r. zawartej między Województwem Podkarpackim a Ministrem Kultury i Dziedzictwa Narodowego nastąpiło wydzielenie Muzeum jako samodzielnej jednostki, współprowadzonej przez obie strony umowy. Muzeum posiada osobowość prawną i wpisane jest do rejestru instytucji kultury (nr RIK 103/2017).

## Opis
Decyzja o budowie muzeum została podjęta przez Sejmik Województwa Podkarpackiego w czerwcu 2008 roku. Na powierzchni 500 m² zaplanowano odtworzenie domu rodziny Ulmów, i stworzenie sali wystawowej, wykładowej i pracowni naukowej. W 2010 szacowany koszt budowy oceniono na ok. 6,5 mln zł. Budowane od roku 2013 przez Muzeum – Zamek w Łańcucie. Otwarte 17 marca 2016 roku.
Muzeum upamiętnia Polaków ratujących z narażeniem życia Żydów skazanych na zagładę. Zostało nazwane imieniem rodziny Ulmów (Józef Ulma, jego żona Wiktoria i ich szóstka dzieci zostali zamordowani przez niemieckich żandarmów 24 marca 1944, wraz z ośmioma Żydami, których ukrywali). Innym Polakom w Markowej udało się uratować 21 Żydów.
Od otwarcia do września 2018 r. placówkę odwiedziło ponad 100 000 zwiedzających.

## Budynek i otoczenie
Założeniem twórców było ukrycie w pół-przeszklonej formie fasady tajemnicy, którą odbiorca odkryje dopiero podczas zwiedzania. Struktura budynku wcina się w plac. Front muzeum to uniwersalny symbol domu, przypominający zwiedzającym dzieje przedwojennej Markowej. Odnosi się zarówno do czasów Shoah jak i wskazuje na niezmienną postać i trwanie, mimo przeciwności losu i historii. Sama ekspozycja zajmuje jedynie około 120 m².
Na ścianie przed muzeum umieszczone są tabliczki z nazwiskami Polaków, którzy ratowali Żydów, na placu znajdują się podświetlone tabliczki z imionami i nazwiskami tych, którzy ratując Żydów, stracili życie. Z racji szczupłości miejsca wymieniono tylko działających na terenie dzisiejszego województwa podkarpackiego.
Obok muzeum powstał Sad Pamięci będący nawiązaniem do ogólnopolskiego charakteru muzeum - umieszczono w nim podświetlane tablice z nazwami polskich miejscowości, w których ludność żydowska była ratowana przez polskich Sprawiedliwych wśród Narodów Świata. W chwili obecnej, według kompilacji sporządzonej przez Muzeum, takich miejscowości jest ok. 1500. W Sadzie znalazł się lokalny akcent - w jego centrum stanął przeniesiony spod markowskiego skansenu pomnik Rodziny Ulmów z 2004 r. Uroczyste otwarcie Sadu zaplanowano na 19 października 2018 r. Ceremonia ta była finałowym elementem III Zjazdu Polaków Ratujących Żydów, wzięli w niej udział polscy Polscy Sprawiedliwi wśród Narodów Świata i ich potomkowie.  

## Działalność
Placówka od swojego powstania angażuje się w cykliczne, ogólnopolskie (np. Noc Muzeów) i regionalne (np. obchody Międzynarodowego Dnia Pamięci o Ofiarach Holokaustu na Podkarpaciu) wydarzenia kulturalne. Z jej inicjatywy w Rzeszowie powstał mural Ireny Sendlerowej, a także odbył się happening jej poświęcony. W przestrzeni tego miasta markowskie muzeum promuje również wiedzę o żydowskich mieszkańcach Podkarpacia: wystawa plenerowa poświęcona wybitnym przedstawicielom tej społeczności prezentowana była na rzeszowskim rynku.   
Przestrzeń muzeum stała się miejscem spotkań ze znanymi postaciami zaangażowanymi w dialog polsko-żydowski i propagowanie pamięci o Polakach ratujących Żydów. Uzupełniają one misję edukacyjną realizowaną poprzez ofertę warsztatową i projekty specjalne (np. współpracę ze Służbą Więzienną i Policją).  